# Memoriał Eugeniusza Nazimka 1990
Memoriał im. Eugeniusza Nazimka 1990 – 8. edycja turnieju w celu uczczenia pamięci polskiego żużlowca Eugeniusza Nazimka, który odbył się dnia 5 sierpnia 1990 roku. Turniej wygrał Antonín Kasper.

## Wyniki
- Stadion Stali Rzeszów, 5 sierpnia 1990
- NCD: Jan Krzystyniak - 69,58 w wyścigu 5
- Sędzia:

| Msc. | Zawodnik                  | Klub         | Pkt |             |  |
| ---- | ------------------------- | ------------ | --- | ----------- |  |
| 1    | (1) Jan Krzystyniak       | Rzeszów      | 14  | (2,3,3,3,3) |  |
| 2    | (10) Janusz Stachyra      | Rzeszów      | 13  | (2,3,3,3,2) |  |
| 3    | (16) Tomasz Gollob        | Bydgoszcz    | 11  | (3,3,2,d,3) |  |
| 4    | (6) Marek Kępa            | Lublin       | 10  | (3,1,1,2,3) |  |
| 5    | (12) Eugeniusz Skupień    | Rybnik       | 10  | (3,1,3,1,2) |  |
| 6    | (3) Ryszard Dołomisiewicz | Bydgoszcz    | 9   | (3,3,d,2,1) |  |
| 7    | (4) Lubomír Jedek         | Czechy       | 8   | (0,0,2,3,3) |  |
| 8    | (8) Zdeněk Schneiderwind  | Czechy       | 8   | (1,2,2,3,0) |  |
| 9    | (7) Bronisław Klimowicz   | Rybnik       | 7   | (2,0,1,2,2) |  |
| 10   | (15) Romuald Janusz       | Rzeszów      | 7   | (1,2,2,1,1) |  |
| 11   | (9) Jacek Gollob          | Bydgoszcz    | 6   | (1,1,3,0,1) |  |
| 12   | (2) Sławomir Tronina      | Tarnów       | 6   | (1,2,1,2,0) |  |
| 13   | (5) Sławomir Dudek        | Zielona Góra | 5   | (0,2,0,1,2) |  |
| 14   | (14) Marek Molka          | Zielona Góra | 3   | (2,0,1,0,0) |  |
| 15   | (11) Andrzej Surowiec     | Krosno       | 3   | (u,1,0,1,1) |  |
| 16   | (13) Piotr Styczyński     | Tarnów       | 0   | (0,0,0,0)   |  |
|      | rez. Tadeusz Hajt         | Rzeszów      |     | (0)         |  |

Bieg po biegu
1. [69,92] Dołomisiewicz, Krzystyniak, Tronina, Jedek
2. [70,64] Kępa, Klimowicz, Schneiderwind, Dudek
3. [69,67] Skupień, Stachyra, J.Gollob, Surowiec
4. [70,07] T.Gollob, Molka, Janusz, Styczyński
5. [69,58] Krzystyniak, Dudek, J.Gollob, Styczyński
6. [70,87] Stachyra, Tronina, Kępa, Molka
7. [70,86] Dołomisiewicz, Janusz, Surowiec, Klimowicz
8. [70,64] T.Gollob, Schneiderwind, Skupień, Jedek
9. [69,87] Krzystyniak, T.Gollob, Kępa, Surowiec
10. [71,31] Skupień, Janusz, Tronina, Dudek
11. [71,31] J.Gollob, Schneiderwind, Molka, Dołomisiewicz
12. [71,33] Stachyra, Jedek, Klimowicz, Styczyński
13. [70,66] Krzystyniak, Klimowicz, Skupień, Molka
14. [72,58] Schneiderwind, Tronina, Surowiec, Styczyński
15. [72,71] Stachyra, Dołomisiewicz, Dudek, T.Gollob
16. [72,11] Jedek, Kępa, Janusz, J.Gollob
17. [71,32] Krzystyniak, Stachyra, Janusz, Schneiderwind
18. [72,36] T.Gollob, Klimowicz, J.Gollob, Tronina
19. [72,23] Kępa, Skupień, Dołomisiewicz, Hajt Hajt za Styczyńskiego
20. [72,70] Jedek, Dudek, Surowiec, Molka